# Photonic Network Communications
Photonic Network Communications is een internationaal, aan collegiale toetsing onderworpen wetenschappelijk tijdschrift op het gebied van de optica en de telecommunicatie. De naam wordt in literatuurverwijzingen meestal afgekort tot Photonic Netw. Commun. Het wordt uitgegeven door Springer Science+Business Media.